# Mjøndalen IF

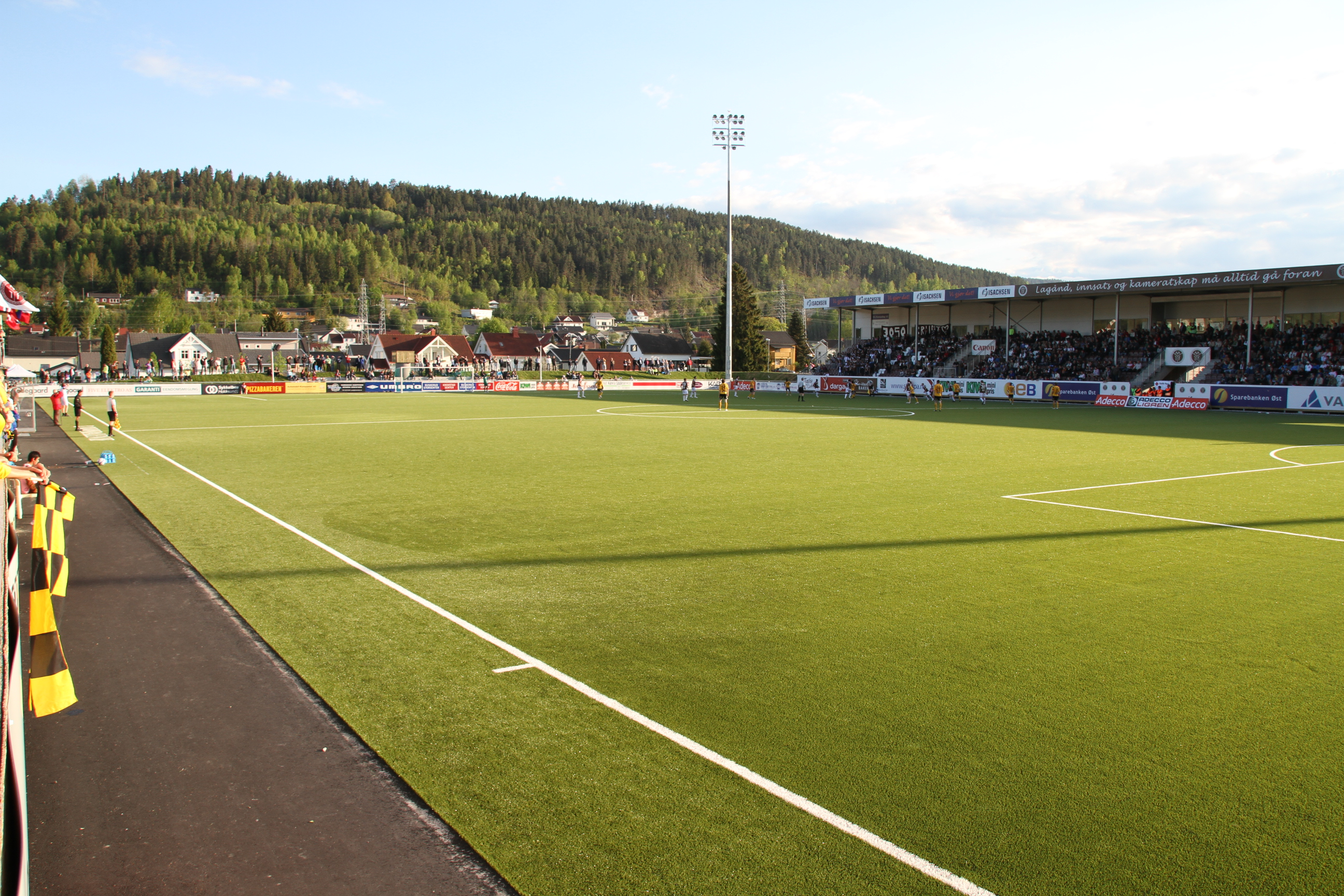
Isachsen Stadion

Mjøndalen IF (celým názvem Mjøndalen Idrettsforening, mjøndalenský sportovní klub) je norský sportovní klub z města Mjøndalen založený v roce 1910. Provozuje fotbal a bandy.
Fotbalový oddíl hraje své domácí zápasy na Isachsen Stadionu s kapacitou 4 350 diváků. V sezóně 2015 hraje v norské nejvyšší lize Tippeligaen.
Klubové barvy jsou hnědočervená a bílá.

## Úspěchy
- 3× vítěz norského fotbalového poháru (1933, 1934, 1937)[2]